# Di Cunto

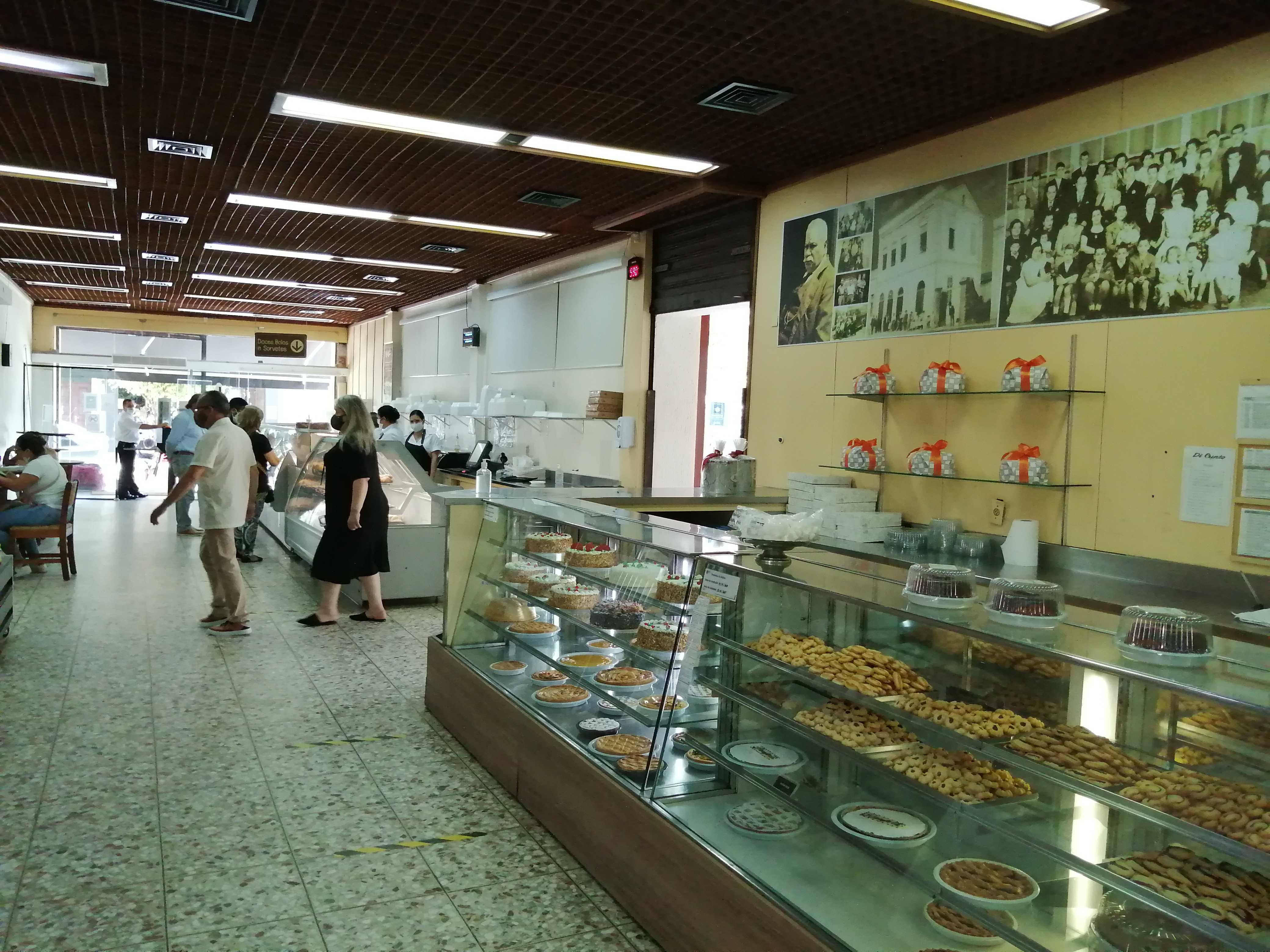
Interior do restaurante, em 2021

Di Cunto é um restaurante na Mooca, em São Paulo, criado em 1935. O local é um ícone gastronômico da tradição italiana do bairro, cuja trajetória se confunde com a chegada dos italianos ao Brasil. Seu fundador foi Donato Di Cunto, que iniciou o negócio como uma panificadora. O empreendimento localiza-se na Rua Borges de Figueiredo, número 61.